# Domaine de chasse de Bili-Uere
Le domaine de chasse de Bili-Uere est une aire protégée de la république démocratique du Congo, située au nord du Bas-Uele.
Le domaine est créé en 1974 et sa superficie est approximativement 6 000 000 ha. Ses espèces principales sont : l’éléphant, l’éland de Derby,.